# Juula (Tabivere)
Juula – wieś w Estonii, w prowincji Jõgeva, w gminie Tabivere.